# Jiří Lintner
Škpt. MUDr. Jiří Lintner (17. července 1916 Vlachova Lhota – ?) byl československý vojenský lékař a příslušník československé armády v zahraničí během druhé světové války.

## Život

### Před druhou světovou válkou
Jiří Lintner se narodil 17. července 1916 ve Vlachově Lhotě na Zlínsku v rodině Františka a Hedviky Lintnerových. Vystudoval gymnázium a poté se přihlásil na Lékařskou fakultu Masarykovy univerzity v Brně. Úspěšně zakončil deset semestrů, pak ale v listopadu 1939 přišlo uzavření českých vysokých škol Němci.

### Druhá světová válka
Po nuceném přerušení studií pracoval Jiří Lintner jako praktikant v nemocnicích. Dne 10. ledna 1940 opustil Protektorát Čechy a Morava a pokusil se dostat k československým zahraničním jednotkám. V Maďarsku byl ale zadržen, internován a následně vrácen na slovenské hranice. Při druhém pokusu se mu podařilo za pomoci francouzského konzulátu v Budapešti se 21. května téhož roku přihlásit československým úřadům v Bělehradu. Přesunul se do Palestiny a 29. června zde byl zařazen ke 4. pěšímu pluku Československého pěšího praporu 11 – Východního. Na přelomu let 1940 a 1941 absolvoval školu pro důstojníky v záloze a zúčastnil se bojů o Tobruk. Poté mu bylo povoleno dokončit lékařské studium, což učinil na francouzské lékařské fakultě svatého Josefa v Bejrútu. Promoval 26. února 1943, následně absolvoval školu pro důstojníky zdravotnictva v záloze. Oženil se s anglickou zdravotní sestrou Edith. K 23. červenci 1943 byl přeřazen k britské armádě jako lékař Royal Army Medical Corps a začal pracovat pro 53. General British Hospital. V britské armádě dosáhl hodnosti Captain. V lednu 1945 byl povolán zpět do Československé armády a v březnu 1945 se přesunul do Velké Británie. Do konce války sloužil ve vojenské nemocnici v londýnském Hammersmithu.

### Po druhé světové válce
Po skončení druhé světové války se Jiří Lintner vrátil v prosinci 1945 do Československa s posledním transportem raněných a nemocných Čechoslováků a po nějakém čase odešel z armády. Dosáhl hodnosti štábního kapitána. V civilu pracoval v nemocnici svaté Anny v Brně. Po převzetí moci komunisty v únoru 1948 podruhé odešel přes Rakousko do emigrace za svou ženou opět do Spojeného království. Krátce opět sloužil v britské armádě a poté si v Canvey Island otevřel soukromou lékařskou praxi. Do důchodu odešel v roce 1982, v roce 2012 žil se svou druhou manželkou Brendou v Bristolu.

## Ocenění

### Vyznamenání
- 1942 Československá medaile Za chrabrost před nepřítelem
- 1945 Československý válečný kříž 1939
- Pamětní medaile československé armády v zahraničí
- Africká hvězda

### Další ocenění
- Jiří Lintner byl za své zásluhy osobně přijat královnou Alžbětou II.
- Jiří Lintner byl v roce 2012 jmenován čestným občanem obce Vlachova Lhota[1]